# Ángela Contreras
Ángela Felisa María Contreras Radovic (Santiago, 27 de mayo de 1971) es una actriz chilena. Es reconocida por protagonizar varias telenovelas de Televisión Nacional de Chile como Ámame (1993), Sucupira (1996) y Amores de mercado (2001). Esta última, la más vista en la historia de la televisión chilena.
Su debut en televisión tuvo lugar en un anuncio comercial de un champú de la marca Wella a finales de 1991 y su primer rol como actriz fue en 1993 cuando egresó de la academia de teatro de Fernando González y Televisión Nacional le ofreció el rol protagónico en la telenovela Ámame. En esa cadena de televisión se mantuvo hasta 2007, año en que protagonizó Amor por accidente, su última telenovela y trabajo actoral hasta la actualidad.

## Carrera

### 1993-2000: inicios de su carrera ySucupira
Su debut en televisión fue en la producción Ámame (1993) interpretando a Daniela, una joven estudiante de enseñanza media, que se enamora de Luciano Rivarosa (Bastián Bodenhöfer), un hombre mayor y que además es hijo del dueño de su colegio. 
Tras encarnar un personaje que parecía sacado de un melodrama venezolano, la sufrida protagonista de Rojo y Miel —del año 1994 y en donde Felipe Camiroaga era el villano— se enfrentaría a su primer escándalo, porque hacia fines de su sabático 1995, la actriz fue involucrada en una presunta gresca por celos durante una fiesta de cumpleaños en Horcón. Ángela Contreras nunca quiso aclarar el confuso incidente, al contrario, dejó que las habladurías siguieran su curso y se volvió más selectiva con la prensa, la que había hecho escarnio de su debut cinematográfico en el film Valparaíso. 
Más revuelo causó Sucupira (1996), la primera telenovela chilena que explotó abiertamente la sensualidad. Mientras chistes picarescos y abundantes bikinis aparecían en la trama, ella salía del mar en topless. Ángela se molestó de que sólo se fijaran en eso (además, el ‘destape’ era tan delicado que nunca se vio nada que no fuera para todo espectador) y que no advirtieran su trabajo como actriz.
Ese mismo año contrajo matrimonio con Roy Burns, ingeniero chileno. Posteriormente decidió retirarse para ser madre, tiene dos hijos llamados Pedro y Jerónimo.
Ángela Contreras estaba en la cima, pero decidió retirarse para ser madre. Durante tres años no hubo ruego capaz de sacarla de su ostracismo. Reapareció en la producción La Fiera (1999), pero esta vez dejando los papeles protagónicos (una chica que estudia arquitectura atormentada, su novio quedaba paralítico), mientras la actriz Aline Kuppenheim se lucía como la villana. Volvió a alejarse de las cámaras ya que estaba esperando su segundo hijo, y otra bella actriz, esta vez Blanca Lewin, ocupa su lugar en la producción dramática Romané de Vicente Sabatini.

### 2001-2007: éxito deAmores de mercadoy fracaso deAmor por accidente
La prensa tuvo menos tiempo preguntándose qué sería de ella. Ángela Contreras reapareció una vez más hacia mediados de 2001 en la telenovela más exitosa de la era del people meter, Amores de mercado, donde interpretó a María Fernanda Lira, —este personaje comenzó como villana y terminó como heroína—. Allí cumplió dos aspiraciones: grabar en Santiago para estar cerca de su familia, y ser la que hacía sufrir a los gemelos Pelluco y Rodolfo —ambos interpretados por Álvaro Rudolphy. Al mismo tiempo, sin mostrarle su casa o sus hijos a las revistas, ha dejado traslucir su madurez, su intensa espiritualidad y que, por mucho que ame su carrera, su vida propia está primero que todo. Por ese motivo, no le importa tener un perfil más bajo que el de sus inicios en la televisión.
En Purasangre (2002) su rol de villana, fue la malvada Helena Santa Cruz. Ambiciosa, no se notó demasiado porque la protagonista, interpretada por la actriz Patricia López, fue quién acaparó todas las miradas. 
En 2003, Ángela retoma su veta sensual en Pecadores. De Altagracia, se dice que es hija del mismísimo diablo. Igual que la mujer del mar de Sucupira, la muchacha se le aparece de noche a los hombres y es salvajemente apasionada. “Ahora van a decir que soy la Yuma chilena”, explica la mujer que, una década después de su debut como la colegiala de 'Ámame', sigue sin necesitar una pizca de maquillaje para verse ‘insoportablemente bella’.
En 2006 hace aparición en la exitosa producción dramática Cómplices, durante el alargue de la teleserie, donde hace de la  malvada Anne Bermúdez, ambiciosa, manipuladora y  estafadora exesposa de Harvey Slater (Francisco Reyes) con quién se iba a casar, pero al final aquello no se concreta.
En 2007 es el último año en que aparece en las teleseries chilenas, encarnando a Isabella Darin en la teleserie Amor por accidente de TVN.

## Filmografía
| Año  | Título     | Papel   | Director        |
| ---- | ---------- | ------- | --------------- |
| 1994 | Valparaíso | Marcela | Mariano Andrade |

## Televisión
| Año  | Título             | Papel                 | Notas                           |
| ---- | ------------------ | --------------------- | ------------------------------- |
| 1993 | Ámame              | Daniela Hernández     | Protagonista; 97 episodios      |
| 1994 | Rojo y miel        | Claudia Bernhardt     | Protagonista; 90 episodios      |
| 1996 | Sucupira           | Bárbara Valdivieso    | Protagonista; 108 episodios     |
| 1999 | La Fiera           | Fernanda Montes       | Elenco principal; 103 episodios |
| 2001 | Amores de mercado  | Fernanda Lira         | Protagonista; 103 episodios     |
| 2002 | Purasangre         | Elena Santa Cruz      | Antagonista; 114 episodios      |
| 2003 | Pecadores          | Altagracia Cienfuegos | Protagonista; 95 episodios      |
| 2006 | Cómplices          | Anne Bermúdez         | Invitada; 30 episodios          |
| 2007 | Amor por accidente | Isabella Darín        | Protagonista: 42 episodios      |

| Año  | Título             | Papel             | Notas                             |
| ---- | ------------------ | ----------------- | --------------------------------- |
| 2003 | Cuentos de mujeres | Francisca Laprida | Protagonista. Episodio: Francisca |
| 2006 | Reporteras urbanas | Pilar Del Valle   | Protagonista; 8 episodios         |